# NGC 6802
NGC 6802 est un amas ouvert situé dans la constellation du Petit Renard. Il a été découvert par l'astronome germano-britannique William Herschel en 1783.
La taille apparente de l'amas est de  5 minutes d'arc, ce qui, compte tenu de la distance égale à 2 294 ± 95 pc et grâce à un calcul simple, équivaut à une taille réelle de 10,9 ± 0,5 al.
Selon la classification des amas ouverts de Robert Trumpler, cet amas renferme entre 50 et 100 étoiles (lettre m) dont la concentration est moyenne (III) ou forte (I) et dont les magnitudes se répartissent sur un petit intervalle (le chiffre 1). Selon le site Lynga consacré aux amas ouverts, le nombre d'étoiles de l'amas est de 50.

## Observation
La magnitude visuelle de 8,8 de cet amas permet de l'observer assez aisément avec des jumelles ou encore un petit télescope.

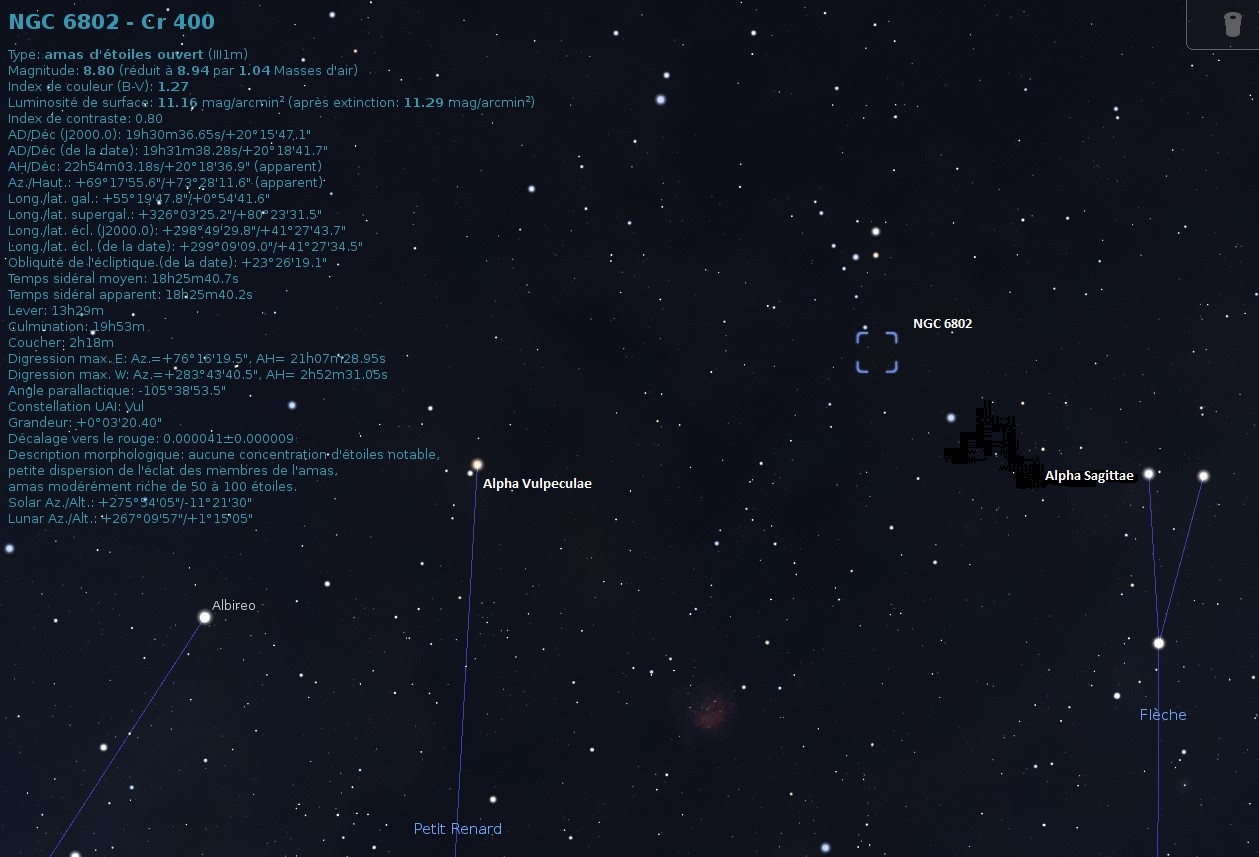
Emplacement de NGC 6802 dans la constellation de la Petit Renard près de la frontière de la constellation de la Flèche.

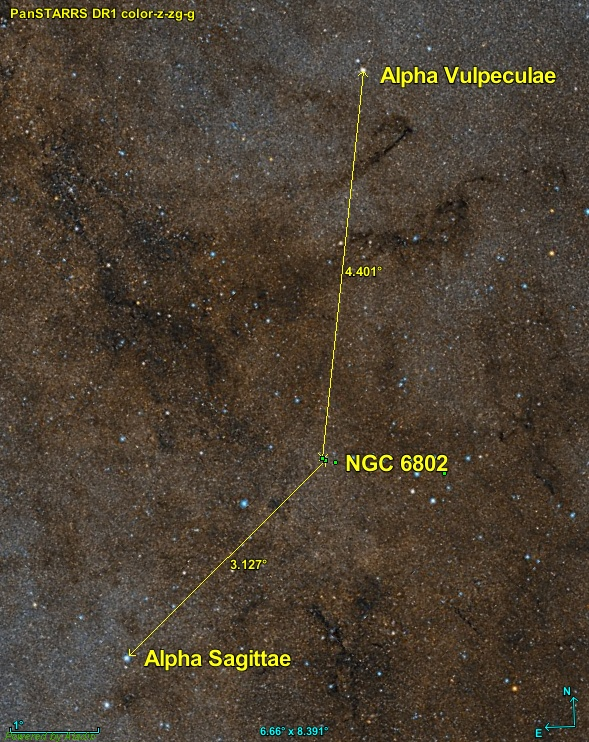
Position de NGC 6802 par rapport à Alpha Vulpeculae et Alpha Sagittae.

NGC 6802 est à environ 3,1° au nord-ouest de l'étoile Alpha Sagittae et à 4,4° au sud-est de l'étoile Alpha Vulpeculae.

## Caractéristiques

### Distance et vitesse
Cinq valeurs de la distance sont indiquées sur la base de données Simbad allant de 1 404 pc à 2 753 pc. La valeur moyenne est de 2 195 ± 598 pc (∼7 160 al). Sept valeurs de la vitesse sont aussi indiquées sur Simbad pour une vitesse moyenne de 12,0 ± 1,0 km/s

### Métallicité  et âge
Simbad rapporte quatre valeurs de la métallicité (Fe/H). L'une de ces valeurs est égale -0,100, mais les trois autres sont positives : 0,01, 0,10 et 0,14. Selon le site WEBDA et le catalogue Lynga, cet amas est âgé de 741 millions d'années. Par rapport à plusieurs amas, il est relativement âgé, mais par rapport au Soleil il est jeune, ce qui devrait lui conférer une métallicité plus élevée que celle de notre étoile, soit une métallicité positive. En effet, après le Big Bang, l'Univers étant surtout composé d'hydrogène et d'hélium, la métallicité était pratiquement nulle. L'univers s'est progressivement enrichi en métaux (éléments plus lourds que l'hélium) grâce à la synthèse de ceux-ci dans le cœur des étoiles. Une métallicité comprise entre 0,10 et 0,14 signifie que le pourcentage en élément lourd de NGC 6802 varie entre 126% et 138% (100,10 et 100,14) de celui du Soleil, confirmant ainsi le jeune âge de l'amas par rapport à celui du Soleil.

## Étoiles
Selon une article publié en 2022 basé sur les données recueillies par les relevés du satellite Gaia et de l'ESO, le nombre d'étoiles dont la probabilité d'appartenir à NGC 6802 est supérieure à 0,9 est de 139 à 141.
Simbad montre aussi un bouton nommé Children. En cliquant sur ce bouton, on atteint une section de cette base de données qui renferme un tableau contenant 539 entrées pour NGC 6802. Cependant, des étoiles (les Children) peuvent apparaître plusieurs fois dans la deuxième colonne du tableau, d'où le nombre de liens bibliographiques qui est supérieure au nombre d'étoiles. La quatrième colonne de ce tableau indique la probabilité que l'étoile appartienne à l'amas. En cliquant sur le titre de cette colonne, on peut classer la probabilité par ordre croissant ou décroissant. En cliquant sur la désignation de l'étoile, on atteint la page de Simbad qui résume ses propriétés.